# Convenció Sobre la Conservació de les Espècies Migratòries d'Animals Silvestres
La Convenció Sobre la Conservació de les Espècies Migratòries d'Animals Silvestres (CMS) o Convenció de Bonn és un acord internacional per conservar les espècies migratòries dins el seu àmbit de migració. Fou signat sota els auspicis del Programa de les Nacions Unides per al Medi Ambient i tracta sobre la conservació dels animals silvestres i els hàbitats a escala globa. Fou signat el 1979 a Bonn (Alemanya Occidental) i entrà en vigor el 1983.